# Признавање истополних заједница у Србији
1. 1 2 3  Можда укључује скорашње законе и судске одлуке које су створиле законско признање истополних партнерстава, али које још нису стављене на снагу

Србија нема никакав облик законског признавања истополних парова. Истополни бракови забрањени су Уставом Србије усвојеним 2006. године, међутим, у Народној скупштини је било расправе о легализацији грађанских заједница.

## Грађанске заједнице
У јануару 2011. Министарство спољних послова дало је дозволу британској амбасади у Београду да спроведе церемонију успостављања грађанске заједнице између два британска држављана или британског држављанина и једног несрпског држављанина. Француска амбасада у Београду нуди и пактове грађанске солидарности француским грађанима и њиховим иностраним партнерима.
Србија је према пресудама Европског суда за људска права у предметима Олијари и други против Италије из 2015. и Федотова и други против Русије из 2021. обавезана да омогући правно признање истополним паровима, а мањак таквог закона се сматра кршењем Европске конвенције о људским правима.

### Покушаји доношења закона о грађанским заједницама
Године 2010. је цивилни сектор саставио први нацрт Закона о истополним заједницама, али он није разматран.
У мају 2013. године најављено је да ће 4. јуна 2013. у Народну скупштину бити представљен нацрт Закона о истополним заједницама. Закон би дозволио посете у болници и право на наследство за истополне партнере, иако се није знало да ли ће то бити у облику нерегистроване ванбрачне заједнице или регистрованог партнерства. Нацрт закона је застао и никада није изгласан.
У јуну 2019. најављени су планови за измену Грађанског законика како би се омогућила породична партнерства између истополних парова, обезбеђујући нека од законских права које пружа брак, укључујући имовинска права и алиментацију. Међутим, партнери не би могли да наследе имовину преминулог партнера, да усвоје или да приступе третманима за оплођивање. Лезбијски пар из Новог Сада, Јелена Дубовић и Сунчица Копуновић, покренуле су у јулу 2019. године правни спор за успостављање законског признања истополних парова.
Министарка за људска и мањинска права и социјални дијалог Гордана Чомић је у новембру 2020. најавила да ће Закон о истополним заједницама бити изнет пред Скупштину у првој половини 2021. године. Нацрт закона је представљен на јавну расправу у фебруару 2021. године. Председник Александар Вучић је у мају 2021. рекао да ће ставити вето на предлог закона ако га усвоји Народна скупштина: „Не знам шта Скупштина планира када је у питању Закон о истополним заједницама. Али, као председник Србије, дужан сам да штитим Устав и не могу да потпишем тај закон.“ Чомић је одговорила да предлог закона не регулише институт брака нити усвајања деце од стране истополних парова, већ друга питања као што су посете болници и наследство. Марко Михаиловић, директор Београд Прајда, рекао је: „Мислимо да је прилично чудно да председник Србије, који је такође дипломирани правник, поставља питање неуставности закона, што апсолутно није тачно. Овај закон не може бити противуставан јер ово није закон о истополним браковима“. Чомић је у јануару 2022. саопштила да је завршена коначна верзија закона, али је сваки напредак на предлогу закона одложен због избора у априлу 2022. и недостатка политичке воље. Тристан Флезенкемпер, шеф канцеларије Савета Европе у Београду, рекао је да ће закон „променити животе људи у Србији на боље” и одговорио је на одлагање речима: „Да направимо праву промену, потребно је имати снажну политичку вољу и посвећеност, која ће то претворити у јак законодавни орган који неће бити само усвојен, већ и спроведен“. Кад би се усвојио, закон би успоставио институцију грађанског партнерства које пружа нека од законских права, бенефиција и одговорности брака.

## Истополни бракови
У члану 62. Устава Србије, усвојеног 2006. године након распада Србије и Црне Горе, стоји: „Брак се склапа на основу слободно датог пристанка мушкарца и жене пред државним органом“. Оваква формулација се тумачи као правна забрана склапања истополних бракова.

## Реакције

### Струка
Закон о истополним заједницама је подржало више од 1000 академика, психолога, социолога, новинара и академских радника, а Друштво психолога Србије је изјавило да ће овај закон донети добробит ЛГБТ+ појединцима и њиховим породицама:
„Упоредна искуства других земаља показују да је законско препознавање истополних заједница повезано са смањењем стреса, депресивних и анксиозних симптома и других проблема менталног здравља попут суицида.”

### Верске организације
Закону о истополним заједницама се противи Српска православна црква (СПЦ). Синод СПЦ је навео да се изједначавањем истополне заједнице са брачном заједницом „дискриминише брачна заједница”, док је Патријарх Порфирије изјавио да „разуме и људе који имају ту врсту сексуалне оријентације да имају безброј административних проблема, изазова, притисака понекад и да имају потребу да регилишу сопствени статус”.

### Политичке странке
Покрет слободних грађана подржао је регулисање права и обавеза истополних партнера. Коалиција Морамо изјавила је да су странке које је чине усаглашене у својим ставовима према правима ЛГБТ људи и да би гласали за усвајање Закона о истополним заједницама. Бранко Ружић из Социјалистичке партије Србије подржао је законско уређење истополних заједница. У новембру 2015. године бивши председник Борис Тадић изразио је подршку истополним браковима и усвајању од стране истополних парова.
Политичке странка Двери и Српска радикална странка су исказале противљење доношењу Закона о истополним заједницама. Противљење је изнео и Вук Јеремић, председник Народне странке.
Удружење грађана Доста је било се противи доношењу таквог закона јер би „доношење таквог закона било директно кршење Устава Србије”, али сматра да ЛГБТ особе треба да уживају сва права као и други грађани Србије. Демократски савез Хрвата у Војводини је изјавио да би њихова подршка закону „зависила од садржаја”, али да ЛГБТ заједница треба да има сва грађанска права.

### Јавно мњење
У „Апелу 212 српских интелектуалаца” се 212 грађана противи доношењу Закона о истополним заједницама, Закона о родној равноправности и изменама Закона о забрани дискриминације, јер сматрају да за таквим законима нема потребе.
Истраживање центра Е8 из 2018. дошло је до закључка да жене чешће подржавају истополне бракове од мушкараца.
У истраживању организације Civil Rights Defenders (CRD) из 2020, 80% испитаника подржава бар нека права која би Закон о истополним заједницама донео истополним паровима. Иако свега 26% људи подржава истополне бракове, свако појединачно право које је превиђено Законом подржава од 59% до 73% испитаника.
У истраживању ЦЕСИД-а из 2021, кад су упитани о томе да ли проблеме истополних заједница треба регулисати правним прописима, 37% је рекло не, 20% је рекло да овакав закон треба да реши све потенцијалне односе, а 26% да би само техничке ствари требало решавати, јер се не ради о браку. Оне групе које изнад просека имају позитивне ставове према ЛГБТ+ заједници су и изнад просека подржале законску регулативу.
У истраживању ЦЕСИД-а, противљење изнад просека истополним заједницама су исказали верници, особе старије од 50 година, становници западне Србије и Шумадије и особе у бошњачким и мађарским срединама (у односу на припаднике других нација). У истраживању CRD-а, изнад просека су се истополним заједницама противили старији од 60 година, особе са само завршеном (или не завршеном) основном школом, особе из руралних средина, као и особе које не комуницирају са ЛГБТ+ особама.
| Организација              | Година | Питање или тема | Да    | Не    |
| ------------------------- | ------ | --- | ----- | ----- |
| Удружење за једнака права | 2018.  | ЛГБТ+ особама треба да буде дозвољено да наследе имовину истополног преминулог партнера                                        | /     | 70%   |
| Е8                        | 2018.  | Хомосексуалним паровима би требало да буде дозвољено да се венчају једнако као и хетеросексуални парови                        | 32,6% | 50,8% |
| Civil Rights Defenders    | 2020.  | Право ЛГБТИ+ особа да посећују своје партнере у болници или затвору                                                            | 73,4% | /     |
| Civil Rights Defenders    | 2020.  | Право ЛГБТИ+ особа да имају здравствено осигурање преко партнера                                                               | 60%   | /     |
| Civil Rights Defenders    | 2020.  | Право ЛГБТИ+ особа на судски поступак о подели имовине при окончању кохабитације                                               | 59,2% | /     |
| Civil Rights Defenders    | 2020.  | Право ЛГБТИ+ особа на наслеђивање имовине у случају смрти партнера                                                             | 59%   | /     |
| Civil Rights Defenders    | 2020.  | Право ЛГБТИ+ особа да се третирају као чланови породице (за доношење одлука у име партнера) у случају њихове болести или смрти | 58,6% | /     |
| Civil Rights Defenders    | 2020.  | Право ЛГБТИ+ особа да наслеђују пензију преминулог партнера                                                                    | 57,8% | /     |
| ЦЕСИД                     | 2021.  | Заједница између двоје људи, ма ког пола да су, је њихова лична ствар и нико не сме да их спречава да је законски остваре      | 22%   | 44%   |
| ЦЕСИД                     | 2021.  | Озакоњење истополних заједница у Србији ће законски уредити живот једном делу наших суграђана и то треба подржати              | 20%   | 44%   |